# Ectateus ghesquierei
Ectateus ghesquierei es una especie de escarabajo oscuro perteneciente a la superfamilia Tenebrionoidea, orden Coleoptera. Fue descrito por Koch en 1956.
Su cuerpo mide aproximadamente 8,0-9,0 mm de longitud. El lado dorsal de la cabeza de esta especie es opaco, clípeo profundo; antenas más extensas que el pronoto.

## Distribución y hábitat
Se distribuye por África Central, específicamente en República Democrática del Congo y República del Congo. Habita comúnmente en bosques y sabanas del sur y oeste del Congo.